# 4 Heartbreakers Only
4 Heartbreakers Only er en EP af det danske band Warm Guns, udgivet i 1982. 
EP'en indeholder 3 nye indspilninger samt et tidligere udgivet nummer "The Young Go First" fra albummet Instant Schlager (1980). Peter Belli indspillede "Can't Give Or Take Anymore" i 1991 på albummet Yeah med dansk tekst som "Alt Hvad jeg Har Kært".

## Trackliste
Side 1
1. "Can't Give Or Take Anymore"  (Muhl) - 3:26
2. "Wild Life"  (Muhl) - 2:19

Side 2
1. "The Young Go First"  (Muhl) - 4:23
2. "Heart of Stone"  (Jagger/Richards) - 2:46

## Medvirkende
- Lars Muhl - vokal & keyboards
- Lars Hybel - guitar
- Kaj Weber - bas
- Troels Møller - trommer
- Jacob Perbøll - bas ("The Young Go First")
- Jens G. Nielsen - trommer ("The Young Go First")